# Анастасія Олександрівна
 Анастасія Олександрівна — княгиня, донька князя Олександра Всеволодовича. Друга дружина сандомирського, сєрадзького, мазовецького князя Болеслава І, їхній шлюб відбувся між 1245 і серпнем 1247 року. Весілля відбулось за впливом князя Данила Романовича, який підтримував приязні стосунки з Болеславом І, його батьком Конрадом Мазовецьким, допомагав їм у боротьбі за Краків з князем Болеславом V Сором'язливим.
Після смерті чоловіка (по 25 лютого 1248), згідно з Галицько-Волинським літописом, вдруге вийшла заміж за угорського магната Дмитра. На думку дослідника Бальцера, ним міг бути котрийсь з Дмитрів, який згаданий в документах угорських за 1233-63 роки як надвірний суддя (лат. iudices curiae).